# Cementerio de naves espaciales
El cementerio de naves espaciales, conocido más formalmente como el Área deshabitada del Océano Pacífico Sur, es una región en el sur del Océano Pacífico al sureste de Nueva Zelanda,  donde las naves espaciales que han llegado al final de su utilidad son rutinariamente desorbitadas y destruidas. El área está aproximadamente centrada en el polo oceánico de inaccesibilidad "punto Nemo" - el lugar más alejado de cualquier tierra - que se encuentra a unos 2400 kilómetros entre la Isla de Pascua, la Isla Pitcairn y la Antártida. Se ha elegido por esta lejanía y por su tráfico de envío limitado, para no poner en peligro la vida humana con la caída de escombros.
La extinta estación espacial Mir y seis estaciones de Saliut están entre los que han sido abandonados allí. Otras naves espaciales que se han hundido rutinariamente en la región incluyen varias naves espaciales de reabastecimiento no tripuladas a la Estación Espacial Internacional, incluida la nave de carga de Progress rusa, el vehículo de transferencia japonés H-II, y el vehículo de transferencia automatizada de la Agencia Espacial Europea. Un total de más de 263 naves espaciales fueron desechadas en esta área entre 1971 y 2016.

## Propósito
El cementerio de naves espaciales de la Tierra se utiliza como lugar para las naves espaciales que han alcanzado su límite de vida útil debido a la fatiga y deben ser retiradas. Las naves espaciales más grandes que no pueden quemarse durante la reentrada en la atmósfera terrestre son controladas para que se estrellen o salpiquen en el cementerio de naves espaciales, un lugar en el océano alejado de las regiones habitadas. El uso de esta ubicación remota mejora la protección de las regiones habitadas de los daños durante la reentrada y el impacto. La región contiene entre 250 y 300 naves diferentes, y ha sido utilizada por múltiples organizaciones internacionales de exploración espacial, incluyendo naves de China, Rusia y otros países. Actualmente, está previsto que la Estación Espacial Internacional entre en el cementerio de naves espaciales al final de su vida útil.

## Ubicación
El cementerio de naves espaciales se encuentra dentro del Área Deshabitada del Océano Pacífico Sur, una región en el sur del océano Pacífico al este del centro geográfico del hemisferio oceánico (47°24′42″S 177°22′45″E / -47.411667, 177.379167, cerca de las Islas Bounty de Nueva Zelanda). El área, centrada aproximadamente en el "Punto Nemo", el polo oceánico de inaccesibilidad, está más alejada de cualquier tierra firme. Las islas más cercanas están a más de 2,6 km de distancia del centro. Esta ubicación ha sido elegida por su lejanía y el escaso tráfico marítimo para no poner en peligro la vida humana con posibles escombros que caigan.

## Incidentes

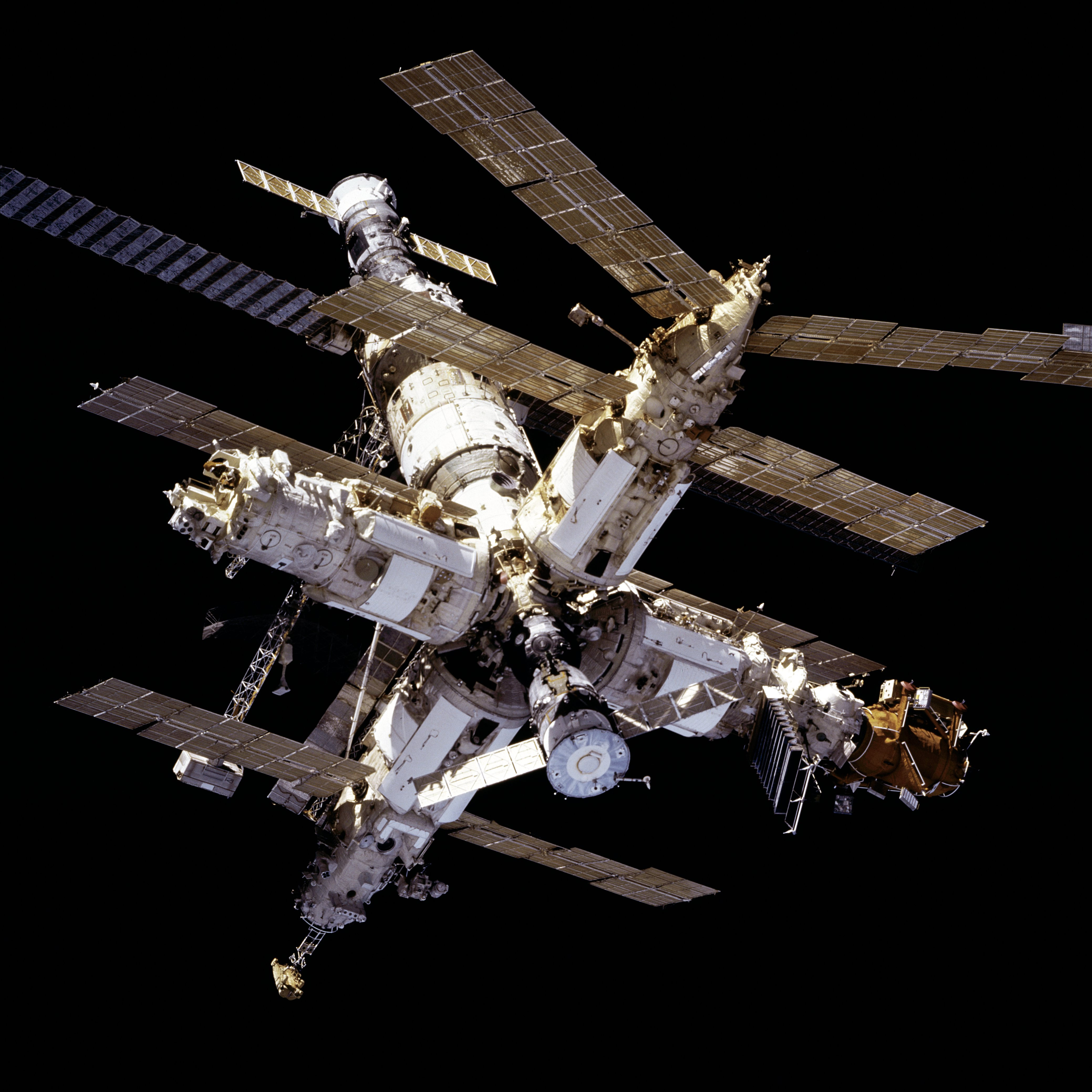
Mir (1998), una estación espacial operada por la Unión Soviética que finalmente fue depositada en el Cementerio de Naves Espaciales en 2001.

Al menos 264 naves espaciales fueron desechadas en esta área entre 1971 y 2016. La desactivada estación espacial Mir y seis estaciones Salyut se encuentran entre las casi 200 piezas de escombros de naves espaciales rusas en esta región, lo que convierte a Rusia en el mayor contribuyente de naves espaciales en el cementerio. Las piezas restantes de escombros en el cementerio pertenecen a los Estados Unidos, Europa, Japón, así como a ciertas organizaciones privadas. Entre las naves espaciales estadounidenses, los restos de la estación espacial Skylab fueron depositados en el cementerio de naves espaciales.
El desmantelamiento de la primera estación espacial china, Tiangong-1, resultó en un reingreso controlado no exitoso en el Punto Nemo. Durante una fase de misión extendida, se perdió el control debido a una falla de energía, lo que llevó a un aterrizaje incontrolado fuera del cementerio de naves espaciales.
Según las pautas de Estados Unidos que indican qué naves espaciales representan suficiente riesgo como para requerir un aterrizaje controlado, se recomienda que la Estación Espacial Internacional sufra un desorbitaje controlado al final de su vida útil. Lo mismo se recomienda para el Telescopio Espacial Hubble.